# Lista de filmes portugueses de 2000
Lista de filmes portugueses de longa-metragem estreados em Portugal em 2000, nas salas de cinema.
Notas: Na secção coprodução, passando o cursor sobre a bandeira aparecerá o nome do país correspondente.
| #  | Filme                                     | Realização            | Género                      | Estreia         | Coprodução                         |
| -- | ----------------------------------------- | --------------------- | --------------------------- | --------------- | ---------------------------------- |
| 1  | Branca de Neve                            | João César Monteiro   | Drama                       | 10 de novembro  | —                                  |
| 2  | Camarate                                  | Luís Filipe Rocha     | Drama, história             | 1 de dezembro   | —                                  |
| 3  | Capitães de Abril                         | Maria de Medeiros     | Drama, história, guerra     | 21 de abril     | Espanha · França · Itália          |
| 4  | A Cidade dos Prodígios                    | Mario Camus           | Drama                       | 29 de setembro  | Espanha · França                   |
| 5  | O Fantasma                                | João Pedro Rodrigues  | Drama                       | 20 de outubro   | —                                  |
| 6  | A Fidelidade                              | Andrzej Żuławski      | Drama                       | 20 de outubro   | França                             |
| 7  | Hans Staden - Lá Vem Nossa Comida Pulando | Luís Alberto Pereira  | Drama, biografia, histórico | 21 de abril     | Brasil                             |
| 8  | Kuzz                                      | José Pedro Sousa      | Comédia, policial           | 27 de fevereiro | —                                  |
| 9  | Mal                                       | Alberto Seixas Santos | Drama                       | 25 de fevereiro | —                                  |
| 10 | Palavra e Utopia                          | Manoel de Oliveira    | Drama, biografia            | 17 de novembro  | Brasil · Espanha · França · Itália |
| 11 | Peixe-Lua                                 | José Álvaro Morais    | Drama                       | 29 de setembro  | —                                  |
| 12 | ...Quando Troveja                         | Manuel Mozos          | Drama                       | 4 de fevereiro  | —                                  |
| 13 | Tarde Demais                              | José Nascimento       | Drama                       | 31 de março     | —                                  |